# Semi Ajayi
Oluwasemilogo Adesewo Ibidapo Ajayi (Crayford, Londres, Inglaterra, 9 de noviembre de 1993), conocido como Semi Ajayi, es un futbolista nigeriano. Juega de defensa o centrocampista y su equipo es el Hull City A. F. C. de la EFL Championship de Inglaterra. Es internacional absoluto con la selección de Nigeria desde 2018.

## Selección nacional
A finales de 2013 fue citado para formar parte de la selección de Nigeria sub-20 para disputar el Torneo Esperanzas de Toulon de 2013.
Años después, en agosto de 2018 fue llamado a la selección de Nigeria para la clasificación para la Copa Africana de Naciones de 2019. Debutó contra Seychelles el 8 de septiembre.

## Clubes
| Club                              | País       | Año           |
| --------------------------------- | ---------- | ------------- |
| Charlton Athletic F. C.           | Inglaterra | 2012-2013     |
| Dartford F. C. (préstamo)         | Inglaterra | 2012          |
| Arsenal F. C.                     | Inglaterra | 2013-2015     |
| Cardiff City F. C. (préstamo)     | Gales      | 2015          |
| Cardiff City F. C.                | Gales      | 2015-2017     |
| A. F. C. Wimbledon (préstamo)     | Inglaterra | 2015          |
| Crewe Alexandra F. C. (préstamo)  | Inglaterra | 2015-2016     |
| Rotherham United F. C. (préstamo) | Inglaterra | 2017          |
| Rotherham United F. C.            | Inglaterra | 2017-2019     |
| West Bromwich Albion F. C.        | Inglaterra | 2019-2025     |
| Hull City A. F. C.                | Inglaterra | 2025-presente |

## Palmarés

### Distinciones individuales
| Distinción                             | Año           |
| -------------------------------------- | ------------- |
| Jugador del mes de la EFL Championship | Marzo de 2019 |